# Rizal (Kalinga)
Pour les articles homonymes, voir Rizal (homonymie).
Rizal est une municipalité de la province de Kalinga, aux Philippines.

## Archéologie
Auprès de la municipalité se trouve un site datant du pléistocène. Des ossements de rhinocéros, de cerfs, de tortues et de stégodons y ont été trouvés, ainsi que des outils. Les ossements de rhinocéros dépecés sont considérés comme une preuve de la présence d’hominidés il y a 709 000 ans, soit la plus ancienne preuve de leur présence dans tout l’archipel philippin. 

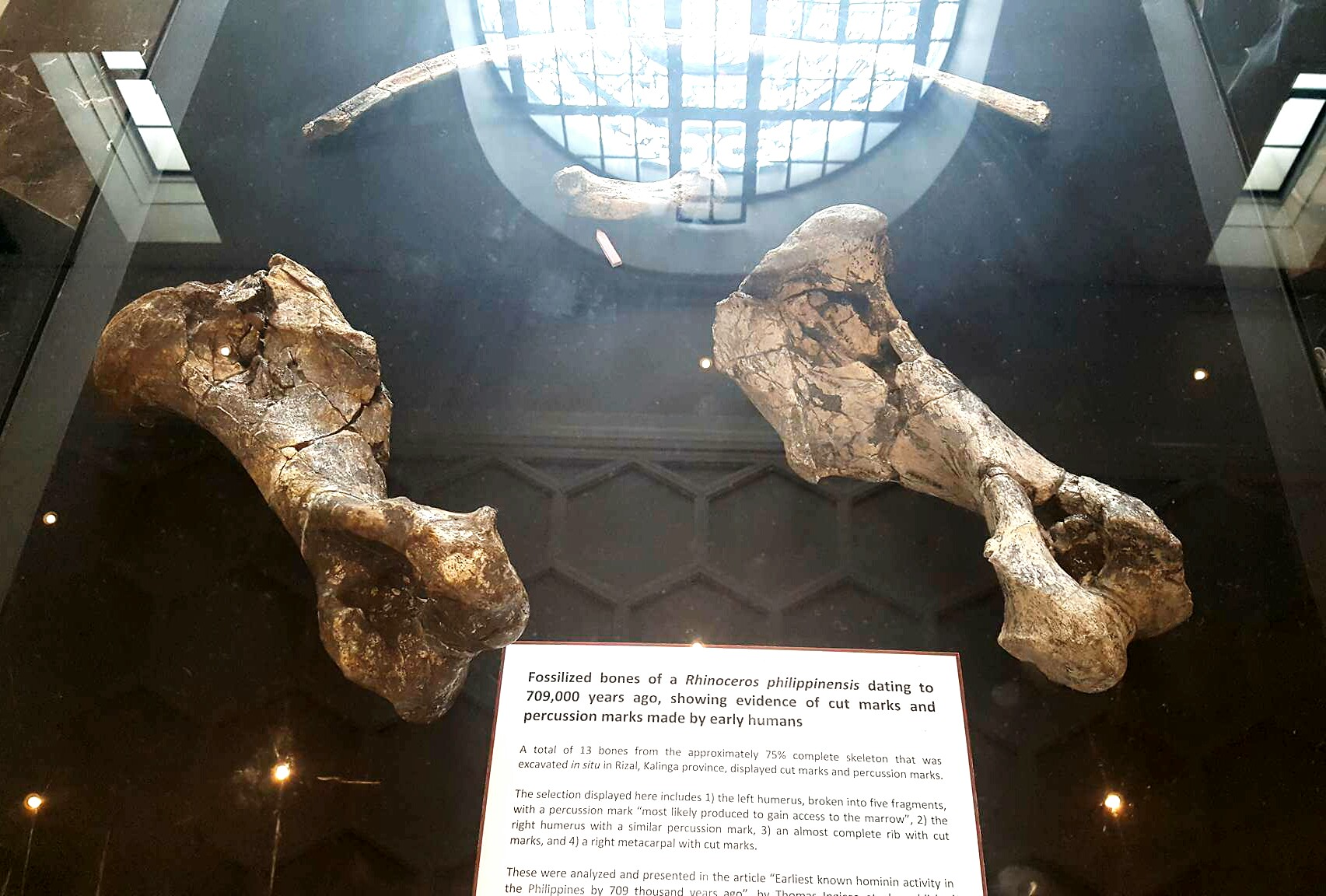
Restes dépecés d'un Nesorhinus philippinensis trouvés à Rizal, Kalinga